# Освајачи олимпијских медаља у слободном скијању
Слободно скијање на Зимским олимпијским играма дебитовао је 1992. на играма у Албертвилу. Следећа листа презентује све освајаче златних, сребрних и бронзаних медаља на Олимпијским играма у слободном клизању.

## Мушкарци

### Акробатски скокови
| Игре                 |                                 |                               |                               |
| 1994. Лилехамер      | Андреас Шонбехлер · Швајцарска  | Филип Ларош · Канада          | Ллојд Ланглуа · Канада        |
| 1998. Нагано         | Ерик Бергоуст · САД             | Себастјен Фукра · Француска   | Дмитриј Дашински · Белорусија |
| 2002. Солт Лејк Сити | Алеш Валента · Чешка            | Џо Пак · САД                  | Алексеј Гришин · Белорусија   |
| 2006. Торино         | Хан Сјаопенг · Кина             | Дмитриј Дашински · Белорусија | Владимир Лебедев · Русија     |
| 2010. Ванкувер       | Алексеј Гришин · Белорусија     | Џерет Петерсон · САД          | Љу Џунгћинг · Кина            |
| 2014. Сочи           | Антон Кушнир · Белорусија       | Дејвид Морис · Аустралија     | Ђа Цунгјанг · Кина            |
| 2018. Пјонгчанг      | Александар Абраменко · Украјина | Ђа Цунгјанг · Кина            | Иља Буров ОСР                 |

### Могули
| Игре                 |                             |                            |                               |
| 1992. Албертвил      | Едгар Гроспирон · Француска | Оливје Аламан · Француска  | Нелсон Кармајкл · САД         |
| 1994. Лилехамер      | Жан-Лук Брасар · Канада     | Сергеј Шуплецов · Русија   | Едгар Гроспирон · Француска   |
| 1998. Нагано         | Џони Мосли · САД            | Јане Лахтела · Финска      | Сами Мустонен · Финска        |
| 2002. Солт Лејк Сити | Јане Лахтела · Финска       | Тревис Мајер · САД         | Ришар Геј · Француска         |
| 2006. Торино         | Дејл Бег-Смит · Аустралија  | Мико Ронкајнен · Финска    | Тоби Довсон · САД             |
| 2010. Ванкувер       | Александр Билодо · Канада   | Дејл Бег-Смит · Аустралија | Брајон Вилсон · САД           |
| 2014. Сочи           | Александр Билодо · Канада   | Микаел Кингсбери · Канада  | Александар Смишљајев · Русија |
| 2018. Пјонгчанг      | Микаел Кингсбери · Канада   | Мет Грем · Аустралија      | Даичи Хара · Јапан            |

### Ски крос
| Игре            |                                |                                |                           |
| 2010. Ванкувер  | Михаел Шмид · Швајцарска       | Андреас Мат · Аустрија         | Аудун Гронволд · Норвешка |
| 2014. Сочи      | Жан-Фредерик Шапуи · Француска | Арно Боволента · Француска     | Жонатан Мидол · Француска |
| 2018. Пјонгчанг | Бреди Леман · Канада           | Марк Бишофсбергер · Швајцарска | Сергеј Ридзик ОСР         |

### Слоупстајл
| Игре            |                           |                    |                            |
| 2014. Сочи      | Џос Кристенсен · САД      | Гас Кенворти · САД | Ник Гепер · САД            |
| 2018. Пјонгчанг | Ејстејн Бротен · Норвешка | Ник Гепер · САД    | Алекс Боло-Маршан · Канада |

### Халфпајп
| Игре            |                   |                     |                            |
| 2014. Сочи      | Дејвид Вајз · САД | Мајк Ридл · Канада  | Кевин Ролан · Француска    |
| 2018. Пјонгчанг | Дејвид Вајз · САД | Алекс Ферејра · САД | Нико Портеус · Нови Зеланд |

## Жене

### Акробатски скокови
| Игре                 |                             |                           |                             |
| 1994. Лилехамер      | Лина Черјазова · Узбекистан | Марија Линдгрен · Шведска | Хилде Синове Лид · Норвешка |
| 1998. Нагано         | Ники Стоун · САД            | Сју Наннан · Кина         | Колет Бран · Швајцарска     |
| 2002. Солт Лејк Сити | Алиса Кемплин · Аустралија  | Вероника Бренер · Канада  | Дејдра Дионен · Канада      |
| 2006. Торино         | Евелин Лу · Швајцарска      | Ли Нина · Кина            | Алиса Кемплин · Аустралија  |
| 2010. Ванкувер       | Лидија Ласила · Аустралија  | Ли Нина · Кина            | Гуо Синсин · Кина           |
| 2014. Сочи           | Ала Цупер · Белорусија      | Сју Менгтао · Кина        | Лидија Ласила · Аустралија  |
| 2018. Пјонгчанг      | Ана Гускова · Белорусија    | Џанг Син · Кина           | Кунг Фанју · Кина           |

### Могули
| Игре                 |                                |                                        |                                 |
| 1992. Албертвил      | Дона Вајнбрехт · САД           | Јелизавета Кожевникова · Уједињени тим | Стине Лисе Хатестад · Норвешка  |
| 1994. Лилехамер      | Стине Лисе Хатестад · Норвешка | Елизабет Макинтајр · САД               | Јелизавета Кожевникова · Русија |
| 1998. Нагано         | Тае Сатоја · САД               | Татјана Митермајер · Немачка           | Кари Тро · Норвешка             |
| 2002. Солт Лејк Сити | Кари Тро · Норвешка            | Шенон Барк · САД                       | Тае Сатоја · Јапан              |
| 2006. Торино         | Џенифер Хејл · Канада          | Кари Тро · Норвешка                    | Сандра Лаура · Француска        |
| 2010. Ванкувер       | Хана Керни · САД               | Џенифер Хејл · Канада                  | Шенон Барк · САД                |
| 2014. Сочи           | Жистин Дифур Лапоан · Канада   | Клое Дифур Лапоан · Канада             | Хана Керни · САД                |
| 2018. Пјонгчанг      | Перин Лафон · Француска        | Жистин Дифур Лапоан · Канада           | Јулија Галишева · Казахстан     |

### Ски крос
| Игре            |                          |                          |                           |
| 2010. Ванкувер  | Ешли Макајвор · Канада   | Хеда Бернтсен · Норвешка | Марион Жосран · Француска |
| 2014. Сочи      | Маријел Томпсон · Канада | Келси Серва · Канада     | Ана Холмлунд · Шведска    |
| 2018. Пјонгчанг | Келси Серва · Канада     | Британи Фелан · Канада   | Фани Смит · Швајцарска    |

### Слоупстајл
| Игре            |                          |                            |                                     |
| 2014. Сочи      | Дара Хауел · Канада      | Девин Логан · САД          | Ким Ламар · Канада                  |
| 2018. Пјонгчанг | Сара Хефлин · Швајцарска | Матилда Гремо · Швајцарска | Изабел Аткин · Уједињено Краљевство |

### Халфпајп
| Игре            |                    |                          |                       |
| 2014. Сочи      | Меди Бауман · САД  | Мари Мартино · Француска | Ајана Онозука · Јапан |
| 2018. Пјонгчанг | Кеси Шарп · Канада | Мари Мартино · Француска | Брита Сигурни · САД   |